# هاینریش بولینگر
هاینریش بولینگر(به انگلیسی: Heinrich Bullinger) (ژولای ۱۵۰۴-۱۷ سپتامبر ۱۵۷۵) اصلاحگر پروتستان سوئیسی و سر اسقف و جانشین اولریش تسوینگلی در کلیسای گروس‌مونستر زوریخ در قرن ۱۶ میلادی. وی یکی از تأثیرگذارترین اصلاح‌گران مسیحی بود.

## شرح حال
وی هفتمین و جوانترین فرزند خانواده بود و در ۱۸ ژوئیه ۱۵۰۴ در روستای برمگارتن ایالت آرگاو سوئیس زاده شد. پدرش کشیش کلیسای محلی بود. زبان لاتین را در شهر خود فراگرفت و ۱۵ ساله بود که برای ادامه آموزش خود به شهر امه ریش در آلمان رفت و پس از چندی تحصیل خود را در دانشگاه کلن ادامه داد. در ۱۵۲۰ خود را متمایل به عقاید مارتین لوتر میدید و با مطالعه رساله های لوتر و فیلیپ ملانشتین، هرچه بیشتر نظریات و عقاید لوتر در او تقویت می یافت.
در ۱۸ سالگی و پس از اخذ مدرک دانشگاهی به زادگاه خود بازگشت درحالیکه بتدریج موعظه و نشر عقاید متفاوت وی در ارتباط با موضوع عشای ربانی و پدران کلیسا و قربانی مقدس موجب اعتراض و مخالفت رم و کشیشان دیگر قرار گرفته بود. در این زمان در صومعه ای در منطقه کاپل در جنوب غربی زوریخ مشغول به کار شد و تلفیق افکار انسانگرایانه با آموزه های دینی را تبلیغ می کرد.
در این زمان با اولریش تسوینگلی آشنا گردید و افکار و عقاید خود را بسیار با وی نزدیک یافت. پس از شکست تسوینگلی در جنگ با کاتولیک ها در جنگ کاپل و کشته شدن او، بولنیگر مجبور به ترک آرگاو شد  و به زوریخ رفت در این‌حال بواسطه ابراز عقاید اصلاحگرانه خود در بین جامعه دینی مشهور شده بود. در سال ۱۵۳۱ درخواست های متعددی از برن، بازل و زوریخ برای سرپرستی کلیساهای آن مناطق دریافت کرد و در آخر زوریخ را انتخاب نمود.
پس از جنگ کاپل و شکست پروتستان ها فقط جهار ایالت زوریخ، برن، بازل و شافهاوزن پروتستان باقی ماندند در این زمان بولینگر سراسقف کلیسای گروس‌مونستر بود و از فعالیت های سیاسی دست کشید و به کمک به اسکان پروتستان ها و سرپرستی آموزشگاه ها و دستگیری از نیازمندان پرداخت او به آزادی و احترام به همه ادیان و مذاهب اعتقاد داشت.

## آثار
یکی از آثار مهم او جمع آوری و تدوین دومین اعترافنامه سوئیسی است که با همکاری و کمک لئو یود در سال ۱۵۳۱ میلادی نوشته شده است.